# Poslední hlídka
Poslední hlídka (rusky Последний Дозор) je román žánru fantasy ruského spisovatele Sergeje Lukjaněnka. Jedná se o čtvrtý díl série Hlídky. Je volným pokračováním knih Noční hlídka, Denní hlídka a Šerá hlídka, následující částí je Nová hlídka a zatím poslední je Šestá hlídka. S Hlídkami souvisí i kniha Temná hlídka od Vladimira Vasiljeva.

## Děj
Kniha je rozdělena na tři samostatné příběhy. V prvním (Společná věc) se Anton Goroděckij vydává do Edinburghu vyšetřovat smrt ruského mladíka Viktora, kterou má evidentně na svědomí upír. Podivné však je, že mladíkova krev skončila v bazénku. Ukáže se, že útok nesměřuje na Temné či Světlé, ale na hlubší hladiny šera, v níž žijí všichni zemřelí Jiní.
V druhém příběhu (Společný nepřítel) se dostáváme do Uzbekistánu, kde má Anton najít mága, s nímž se Geser kdysi rozkmotřil, ukáže se, že ve hře je velmi cenný artefakt, jehož původcem je kouzelník Merlin. Zdá se, že Kosťa Šauškin, který v předchozím díle Hlídky zemřel, je naživu.
V třetím příběhu (Společný osud) se Anton dostává do hlubších hladin šera, zatímco Arina se snaží oživit mrtvé s pomocí Merlinova amuletu, Anton za pomoci své dcerky, absolutní kouzelnice pronikne až do nejhlubší hladiny šera, kde se setká s Merlinem i Kosťou. Z poslední vrstvy se mu podaří projít až do sedmé, která je však zároveň naším světěm, šero je tedy se světem propojené v Urobora, hada požírajícího svůj vlastní ocas, jedná se o uzavřený systém. 